# Spin the Black Circle
«Spin the Black Circle» (укр. Крути чорний круг) — пісня американського рок-гурту Pearl Jam, перший сингл з альбому Vitalogy (1994).

## Історія створення
Авторами музики вказані всі музиканти Pearl Jam, а текст написав Едді Веддер. Вокаліст згадував, що отримав інструментальну демоверсію від Стоуна Госсарда і наполіг на тому, щоб прискорити її. Кінцевий результат став схожим на панківську пісню, через що бас-гітарист Джеф Амент залишився незадоволеним. Велика швидкість також ускладнила соло-партію; Майк Маккріді визнавав, що йому треба добре розминатися перед її виконанням, а також відзначив в цьому соло вплив Джонні Сандерса.
Текст пісні присвячений любові музикантів до вінілових платівок. Попри алюзії до вживання наркотиків (зокрема, у перших рядках йдеться про голку та руку), музичні критики відмовлялись проводити паралелі із вживанням героїну, популярного наркотику сіетльської сцени періоду розквіту гранджу.

## Вихід пісні
«Spin the Black Circle» увійшла до третього альбому Pearl Jam Vitalogy, який вийшов 22 листопада 1994 року. Пісня вийшла на стороні А першого синглу з альбому разом з «Tremor Christ», яка потрапила на сторону Б. Сингл опинився переважно пісенному чарті США Billboard Hot 100 на 18 місці. Окрім цього, «Spin the Black Circle» став першим і єдиним синглом Pearl Jam, що увійшов до десятки кращих пісень в Великій Британії.
В музичному каталозі AllMusic пісню назвали «вибуховим святкуванням вінілу»; так само до неї поставились в журналі Rolling Stone. На сайті Entertainment Weekly пісню порівняли із творчістю панк-рокерів Green Day, а в газеті Los Angeles Times назвали поєднанням «мелодичної люті хард-року та безрозсудної віддачі панк-року».
В 1996 році «Spin the Black Circle» принесла Pearl Jam премію «Греммі» в категорії «Найкраще хард-рокове виконання».

## Довідкові дані

### Список пісень
1. «Spin the Black Circle» – 2:48
2. «Tremor Christ» – 4:10

### Місця в хіт-парадах
| Хіт-парад (1994)                                | Найвища позиція |
| ----------------------------------------------- | --------------- |
| Австралія (ARIA)                                | 3               |
| Бельгія (Ultratop Flanders)                     | 22              |
| Denmark (IFPI)                                  | 10              |
| Europe (Eurochart Hot 100)                      | 16              |
| Finland (Suomen virallinen lista)               | 9               |
| Німеччина (Media Control AG)                    | 92              |
| Ірландія (IRMA)                                 | 6               |
| Нідерланди (Dutch Top 40)                       | 22              |
| Нідерланди (Mega Single Top 100)                | 21              |
| Нова Зеландія (RIANZ)                           | 2               |
| Норвегія (VG-lista)                             | 5               |
| Шотландія (Official Charts Company)             | 11              |
| Швеція (Sverigetopplistan)                      | 16              |
| Велика Британія (Official Charts Company)       | 10              |
| США (Billboard Hot 100) разом з «Tremor Christ» | 18              |
| США (Alternative Songs) (Billboard)             | 11              |
| США (Mainstream Rock) (Billboard)               | 16              |